# 戈特利布·康拉德·克里斯蒂安·斯托爾
戈特利布·康拉德·克里斯蒂安·斯托爾（德語：Gottlieb Conrad Christian Storr，1749年6月16日—1821年2月27日）是一名德國醫生、化學家和博物學家。
1768年，他獲得圖賓根大學的博士學位，並在1774年至1801年間擔任該校的化學、植物學和自然歷史教授。他是幾個屬的分類學權威，包括蜜獾屬（Mellivora），其唯一的物種是蜜獾。

## 出版作品
1781年，他在瑞士阿爾卑斯山進行了廣泛的科學調查，之後出版了（1784–86, 2 vols.）。斯托爾其他著名的著作包括：
- （1768年，與費迪南德·克里斯托夫·奧廷格（英语：Ferdinand Christoph Oetinger））
- （1777年）
- （1780年）
- （1785年）[4][5]
- 《Idea methodi fossilium》（1807年）